# José da Rocha Ribas
José da Rocha Ribas (Rio de Janeiro, 22 de julho de 1895 – Rio de Janeiro, 18 de setembro de 1964) foi um político brasileiro. Exerceu o mandato de deputado federal pelo Pará em 1946–1951.

## Formação e carreira
Cursou Odontologia na Escola Livre de Odontologia do Rio de Janeiro, onde formou-se em 1913. Especializou-se, em 1916, na Universidade da Pensilvânia, na Filadélfia, nos Estados Unidos. 

### Carreira política
Durante o Estado Novo (1937–1945) foi funcionário público e fiscal da Prefeitura do Rio de Janeiro; na época da reconstitucionalização do país teve um papel de destaque. 
Em 1945 mudou-se para o Pará, e lá, filiado ao Partido Social Democrático (PSD), elegeu-se deputado federal para a Assembleia Nacional Constituinte. A partir de 1946, participou das atividades constituintes que resultaram na promulgação da Constituição de 1946 em 18 de setembro do mesmo ano. Depois desse momento, continuou cumprindo as funções de seu cargo até o início de 1951, quando saiu da Câmara dos Deputados e da vida política. Passou a trabalhar no setor imobiliário na compra e venda de terrenos no Rio de Janeiro.

## Vida pessoal
Filho de Domingos Vilar Ribas e de Cecília da Rocha Ribas. Casou-se com Guilhermina Bulcão Ribas, com quem teve duas filhas.